# Fortaleza de Santa Teresa
A Fortaleza de Santa Teresa localiza-se a 33 Km da cidade de Chuy, Departamento de Rocha, no Uruguai.
Considerada a mais expressiva do país, esta fortaleza inscreve-se no Parque Nacional de Santa Teresa, criado para protegê-la. Integrava a antiga linha raiana denominada como Linha de Castillos Grande (Tratado de Madrid, 1750) e tinha a função de guarnecer o desfiladeiro de Angostura, vizinho ao monte de Castillos Grande, cerca de vinte quilômetros ao sul da Lagoa Mirim.

## História

### Antecedentes
Diante celebração do Tratado de El Pardo (1761), que, na prática, anulava o de Madrid (1750), o governador e capitão-general da Capitania do Rio de Janeiro, Gomes Freire de Andrade (1733-1763), antecipou as consequências do mesmo para a região Sul, que conhecia bem. Ordenou assim ao governador da Colônia do Rio Grande de São Pedro, Coronel Elói Madureira, o envio imediato de tropas de Laguna para a Linha de Castillos Grande, determinando o mesmo ao Tenente-coronel Thomáz Luiz Osório, comandante das tropas de Cavalaria do Regimento dos Dragões, e do Forte Jesus, Maria, José do Rio Pardo.
Reunindo pouco mais de mil homens, a estratégia portuguesa era a de construir rapidamente uma linha defensiva fortificada, ao Sul do Forte de São Miguel no arroio Chuí, para deter a invasão espanhola em progresso, após a conquista da Colônia do Sacramento (Outubro de 1762) pelo governador da Província de Buenos Aires, D. Pedro de Cevallos, à frente de cerca de três mil homens reunidos em Maldonado.
Osório fez iniciar às pressas uma fortificação de campanha (Dezembro de 1762), guarnecendo-a com cerca de quatrocentos homens e artilhando-a com 8 peças de bronze. O lugar escolhido foi o desfiladeiro de Angostura perto do monte de Castillos Grande, fechando o caminho terrestre junto ao litoral, de quem vinha da Colônia do Sacramento para a vila do Rio Grande.
Zeballos tomou o Forte de Santa Teresa ainda em construção (Abril de 1763), aprisionando o Tenente-Coronel Osório, com pouco mais de cem homens da guarnição, conduzidos para Maldonado. Prosseguindo a marcha para São Pedro do Rio Grande, no mesmo mês tomou o Forte de São Miguel, vizinho ao Arroio Chuí.

### O domínio espanhol

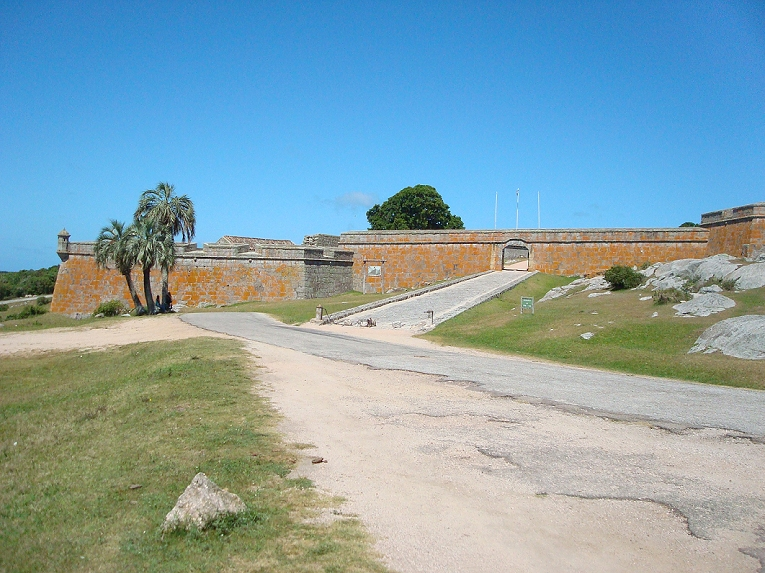
Fortaleza de Santa Teresa: vista do acesso.

Após a conquista, os espanhóis reedificaram o Fuerte de Santa Teresa, dando-lhe maiores proporções uma vez que, devido às suas dimensões, características construtivas e localização, foi considerado mais importante do que o de Fuerte de San Miguel. À semelhança deste, ante a iminência de uma invasão britânica em 1775, o Engenheiro extraordinário D. Bernardo Lecocq, a serviço do Vice-reino do Rio da Prata, deve ter efetuado obras de reforço na estrutura do forte.
Com o Tratado de Santo Ildefonso (1777), ficou ratificada a posse de ambos os fortes para a Espanha.
Também à semelhança do de San Miguel, novos reparos devem ter sido efetuados pelas mesmas razões de 1775, em 1797.

### Das campanhas Cisplatinas aos nossos dias
Em 1808, a banda oriental do rio da Prata foi anexada pelo príncipe-regente de Portugal, D. João (1808-1816). Ante a proclamação de independência das Províncias Unidas do Rio da Prata (7 de Julho de 1816), e as agitações dela decorrentes, a banda oriental foi ocupada militarmente por uma força portuguesa de seis mil homens sob o comando do General Carlos Frederico Lecor, que entrou vitorioso em Montevidéu (1817). O forte foi atacado pelas forças de Manuel Marques de Sousa. A guerra prosseguiu até à derrota definitiva dos partidários da independência na batalha de Tacuarembó, e a Banda Oriental foi anexada ao Brasil em 1821, com o nome de Província Cisplatina. Com a proclamação da Independência do Brasil (1822), a Cisplatina passou a fazer parte do Império do Brasil.
A partir de 1825 recomeçaram as lutas pela independência da região, que se arrastaram até 1828. Em 31 de dezembro de 1825 soldados orientais, por ordens do Cel. Leonardo Olivera, conseguiram ocupar a Fortaleza de Santa Teresa, dela desalojando a força ocupante. Em 1828, com o auxílio da diplomacia britânica, a região se tornou independente como República Oriental del Uruguay (7 de Agosto de 1828). Pelo Tratado de 15 de Maio de 1852, que estabeleceu a demarcação fronteiriça pela embocadoura do arroio Chuí, ambos os fortes (San Miguel e Santa Teresa) permaneceram em território uruguaio.
Durante a chamada Guerra Grande, no meado do século XIX, aqui se refugiaram as forças de Manuel Oribe, após o que a estrutura permaneceu abandonada, vindo a ser depredada pela população e quase encoberta pela areia trazida pelos ventos. Em 1895 foi reocupada, agora com a função de presídio.
No século XX, a partir de 1927, uma comissão constituída pelos arquitetos Baldomir e Capurro, e pelo historiador Horacio Arredondo, iniciou um grande projeto para a sua recuperação, que compreendeu o reflorestamento da área envolvente para que as areias não voltassem a cobrir o monumento.
A fortaleza encontra-se classificada como Monumento Histórico do Uruguai. Atualmente bem conservada pelo governo do país, as suas instalações estão abertas à visitação pública, podendo ser apreciadas uma coleção de armaria e maquetes das fortalezas históricas do Uruguai. Na Cozinha está representada aquela parte da vida cotidiana dos soldados da época, com o seu cardápio.

## Características

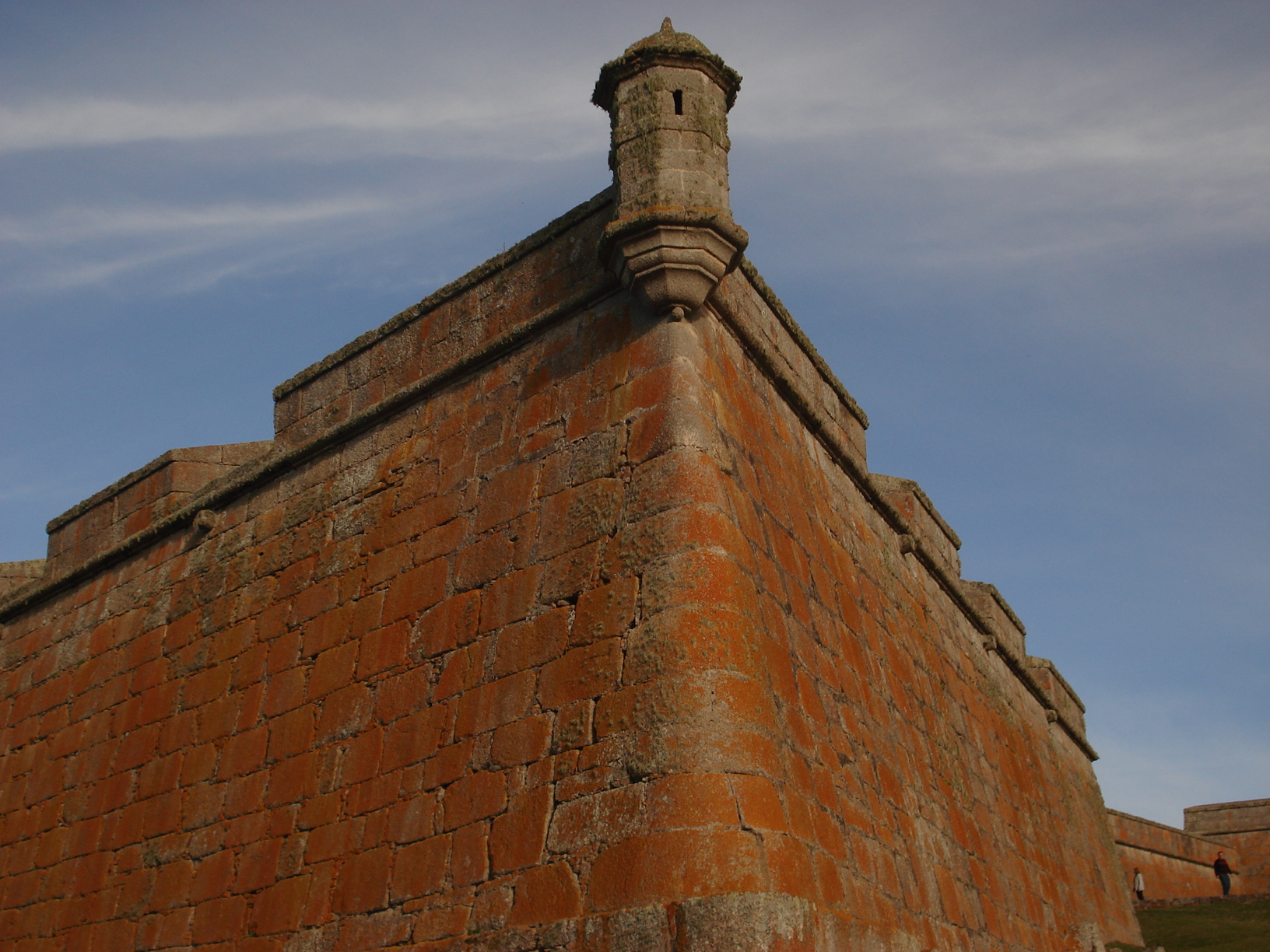
Fortaleza de Santa Teresa, Uruguai: vista externa.

O forte apresenta planta poligonal orgânica no formato de um pentágono irregular, com bastiões lanceolados nos vértices, no estilo Vauban. Suas muralhas duplas em silharia de pedra envolvem um perímetro de 642 metros, e receberam um acabamento mais acurado devido à existência, na região, de granito. Sólidas plataformas internamente ao longo das muralhas, serviam tanto para plano de manobras dos canhões quanto para proteção a um amplo pátio interno. Para o deslocamento das peças de artilharia, os diversos planos eram ligados por rampas. Ao redor do terrapleno, ao abrigo das muralhas, estavam distribuídas as edificações: Casa do Comandante, Capela e Quartel dos Oficiais, Casa da Pólvora, Quartel da Tropa, Cozinha e Depósitos de mantimentos e as diversas oficinas. Entre os prédios e a muralha havia espaços reservados à guarda dos cavalos.